# Sascha Adamek

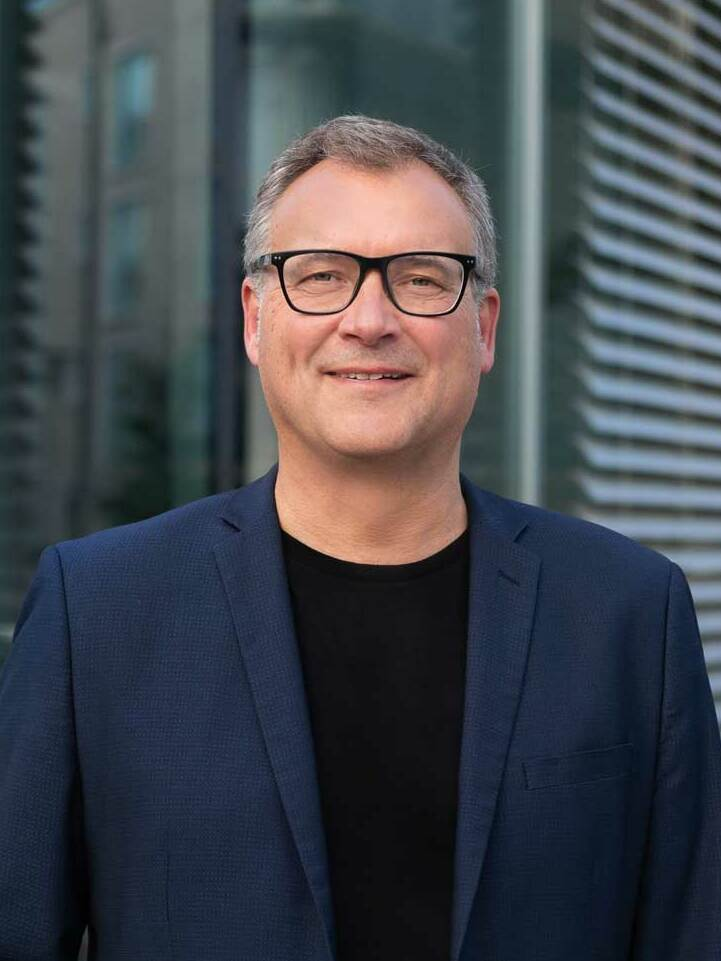
Sascha Adamek, 2023

Sascha Adamek (* 18. Januar 1968 in Winterberg) ist ein deutscher investigativer Journalist, Autor und Filmemacher.

## Leben
Seit 1990 war Adamek als Freier Autor u. a. für die Berliner Zeitung, Wochenpost, TAZ und WDR tätig.
Während seines Studiums der Journalistik an der Universität Dortmund (Abschluss Diplom 1995) arbeitete Adamek als Volontär für die Berliner Zeitung in der Abteilung für Reportage. Er berichtete über den Absturz einer El-Al-Frachtmaschine in Amsterdam 1992 und die Brandanschläge von Solingen und Mölln. 1995 schrieb er in einer Reportage-Serie über den letzten französischen Atomtest in Mururoa.
1994 begann er beim Ostdeutschen Rundfunk Brandenburg ORB für das kritische Fernsehmagazin „Klartext“ zu arbeiten. Es folgten Veröffentlichungen u. a. zu Fehlinvestitionen in Millionenhöhe am Lausitzring, zum versuchten Fördermittel-Betrug bei der geplanten Chip-Fabrik in Frankfurt an der Oder und diverse Korruptionsfälle im Bundesland Brandenburg. 1999 berichtete Adamek für den ORB und ARTE über die Kriegsführung der NATO in Serbien sowie später über den Einsatz von Uranmunition.
Ab 1999 arbeitet er als Filmemacher und produzierte 23 Dokumentationen und Reportagen zu politischen, wirtschaftlichen und gesellschaftlichen Themen. Für das ARD-Magazin Monitor berichtete Adamek über diverse Skandale, etwa von Hunden gehetzte Flüchtlinge an der deutschen Grenze. Adamek deckte 2001 eine Strohmann-Spende für die SPD auf, worauf gegen den Oberbürgermeister von Wuppertal Hans Kremendahl ermittelt wurde. 2003 deckte Adamek die Aktivitäten eines Anwaltes auf, der zugleich für Initiativen gegen Windkraft und den Konzern Hydro Aluminium arbeitete. 2004 war Adamek als Chef vom Dienst des RBB-Magazins Klartext tätig.
2005 berichtete Adamek über den Pharmalobbyisten Adel Massaad, dem er vorwarf, Panik über die Vogelgrippe zu schüren um den Absatz des Medikaments Tamiflu des Pharmaherstellers Roche zu steigern. 2006 kritisierte Adamek die Personalpolitik von Herlitz, die Arbeitnehmer durch Leiharbeiter ersetze. 2008 veröffentlichte er gemeinsam mit Kim Otto „Der gekaufte Staat“. Darin kritisieren sie die Praxis, Konzerne und Banken an der Formulierung von Bundesgesetzen zu beteiligen (Siehe: Externe Mitarbeiter in deutschen Bundesministerien).
2009 beschrieb Adamek mit Kim Otto, wie Finanzbeamte in Hessen für unzurechnungsfähig erklärt wurden, nachdem sie Großbanken und Politiker ins Visier nahmen. 2011 veröffentlichte Adamek das weltweit erste kritische Buch zu den Methoden des Facebook-Konzerns „Die Facebook-Falle“. Seit 2014 arbeitet Adamek am Thema Islamismus und Finanzierung. Seit Oktober 2014 ist er als Autor im Multimedialen Reporterpool des rbb/Redaktion Investigatives und Hintergrund tätig. Er erstellte zahlreiche Beiträge für Fernsehen, Hörfunk und Online-Medien und ist Gastautor bei der Achse des Guten.
2017 enthüllte er im Buch „Scharia-Kapitalismus“ Finanzierungspfade von islamischen Extremisten und Terroristen aus dem Nahen Osten nach Deutschland, Europa und die USA. Er lebt in Berlin.

## Werke

### Buchveröffentlichungen
- 2024: „Investigativer Journalismus in Deutschland“ – Die spannendsten Storys und der Weg ihrer Enthüllung (Co-Autor)
- 2019: „Der politische Islam gehört nicht zu Deutschland“ – Wie wir unsere freie Gesellschaft verteidigen (Co-Autor)
- 2017: „Scharia-Kapitalismus“ – Den Kampf gegen unsere Freiheit finanzieren wir selbst
- 2013: „Die Machtmaschine“ – Sex, Lügen und Politik
- 2011: „Die Atomlüge“ – getäuscht, vertuscht, verschwiegen. Wie Politiker und Konzerne die Gefahren der Atomkraft herunterspielen
- 2011: „Die Facebook-Falle“ – Wie das soziale Leben unser Leben verkauft
- 2009: „Schön reich – Steuern zahlen die anderen“ – Wie eine ungerechte Politik den Vermögenden das Leben versüßt (Co-Autor Kim Otto)
- 2008: „Der gekaufte Staat“ – Wie Konzernvertreter in Bundesministerien sich die Gesetze selber schreiben (Co-Autor Kim Otto)

### Filmografie
- 2024: „Die Mutbürger“, Dokumentation, 15 Min. RBB mit Jo Goll
- 2024: „Der Brandbrief aus Burg“, Dokumentation, 30 Min. RBB mit Jo Goll
- 2020: „Wir sind die Macht! – Autonome in der Rigaer Straße“, Reportage, 30 Min. RBB Kontraste
- 2019: „Irgendwer zahlt immer – Vom Wert der Arbeit.“ Dokumentarfilm, 90 Min. ARD
- 2017: „Der Anschlag – Als der Terror nach Berlin kam.“ Die Story im Ersten, 45 Min. ARD
- 2016: „Fünf Sterne für Berlin – Ein Jahr im Luxushotel“ Dokumentation.2 x 45 Min. RBB
- 2015: „Steuerfrei e.V. – Millionengeschäfte mit der Gemeinnützigkeit“ Dokumentation / Die Story im Ersten, 45 Min. ARD
- 2015: „Dschihad in den Köpfen“ Dokumentation, 45 Min. RBB
- 2014: „Wer betrügt, profitiert – Die grenzenlose Ausbeutung von EU-Arbeitnehmern“ Dokumentation / Die Story, 45 Min. WDR
- 2014: „Wer viel hat, dem wird gegeben – Deutschlands Steuergeschenke“ Dokumentation / Die Story, 45 Min. WDR
- 2013: „Ein Schiff, zwei Männer und 400 Brücken“ Reportage, 30 Min. RBB
- 2013: „Der Kandidaten-Check – Bundestagswahl 2013“ Dokumentation, 45 Min. ARD
- 2013: „Pleiten, Pech und Peinlichkeiten – Die Großbaustellen der Politiker“ Dokumentation / Die Story im Ersten, 45 Min. ARD
- 2012: „Unsere Beamten – Treue Diener - Teure Diener?“ Dokumentation / Kontrovers, 45 Min. RBB
- 2012: „Fehlstart in Schönefeld – Flughafenpleite in Berlin-Brandenburg“ Dokumentation, 45 Min. RBB Dokumentation / Exklusiv im Ersten, 30 Min. ARD
- 2012: „BILD. MACHT. POLITIK. – Deutschlands größte Zeitung wird 60“ Dokumentation / Die Story im Ersten, 45 Min. ARD
- 2012: „Sarrazins Deutschland“ Dokumentation, 45 Min. RBB / WDR Die Story
- 2010: „Krach um Flugrouten“ Reportage, 30 Min. RBB
- 2009: „Schön reich – Steuern zahlen die anderen“ Dokumentation / Die Story, 45 Min. WDR
- 2009: „Hoffen, Bangen Täuschen – Der Schwindel mit der Kurzarbeit“ Dokumentation, 45 Min. ARD / WDR Die Story
- 2008: „Wir sind drin – Lobbyisten im Zentrum der Macht“ Dokumentation / Die Story, 45 Min. WDR
- 2007: „Ulrike Meinhof – Wege in den Terror“ Dokumentation, 60 Min. ARD
- 2004: „Der Fall der Chipfabrik – Ein Kapitel Aufbau Ost“ Dokumentation, 30 Min. RBB
- 2003: „Quoten, Quark, Querelen. – Polnische Bauern und die EU“ Reportage, 30 Min. RBB
- 2002: „Gestohlenes Wasser – Staudammwahn in Spanien“ Feature, 45 Min. ARTE
- 1999: „Bomben auf Chemiewerke – Der NATO-Krieg gegen Serbien“ Feature, 45 Min. ARTE

### Publikationen
- „Moscheeverbände in Deutschland: Gefährliche Solidarität mit Muslimbrüdern?“ für Tagesschau, Das Erste
- „Esken in Kündigungsaffäre verwickelt“ für Tagesschau, Das Erste
- „Heinsberg-Protokoll: Was wusste Laschet?“ für Tagesschau, Das Erste
- „Corona-Soforthilfen in Berlin: LKA warnte Landesbank vor Schlupflöchern“ für Tagesschau, Das Erste